# Францішек Тепа
Францішек Тепа (пол. Franciszek Tepa; 17 вересня 1829, Львів, Австрійська імперія — 23 грудня 1889, Львів) — польський художник, портретист.

## Біографія
Почав навчатися живопису з 1842 року у художника Яна Машковського в державній академії Львова.
У 1844 році продовжив навчання в академії образотворчих мистецтв у Відні. У 1847—1848 роках навчався у Фердинанда Вальдмюллера у Академії витончених мистецтв, потім у Вільгельма Каульбаха у Мюнхенській академії мистецтв.
Після цього переїхав до Парижа, де в 1854—1860 роках стажувався у французьких історичних і жанрових живописців, портретистів Леона Коньє і Арі Шеффера.
Учасник Kunstverein в Мюнхені.

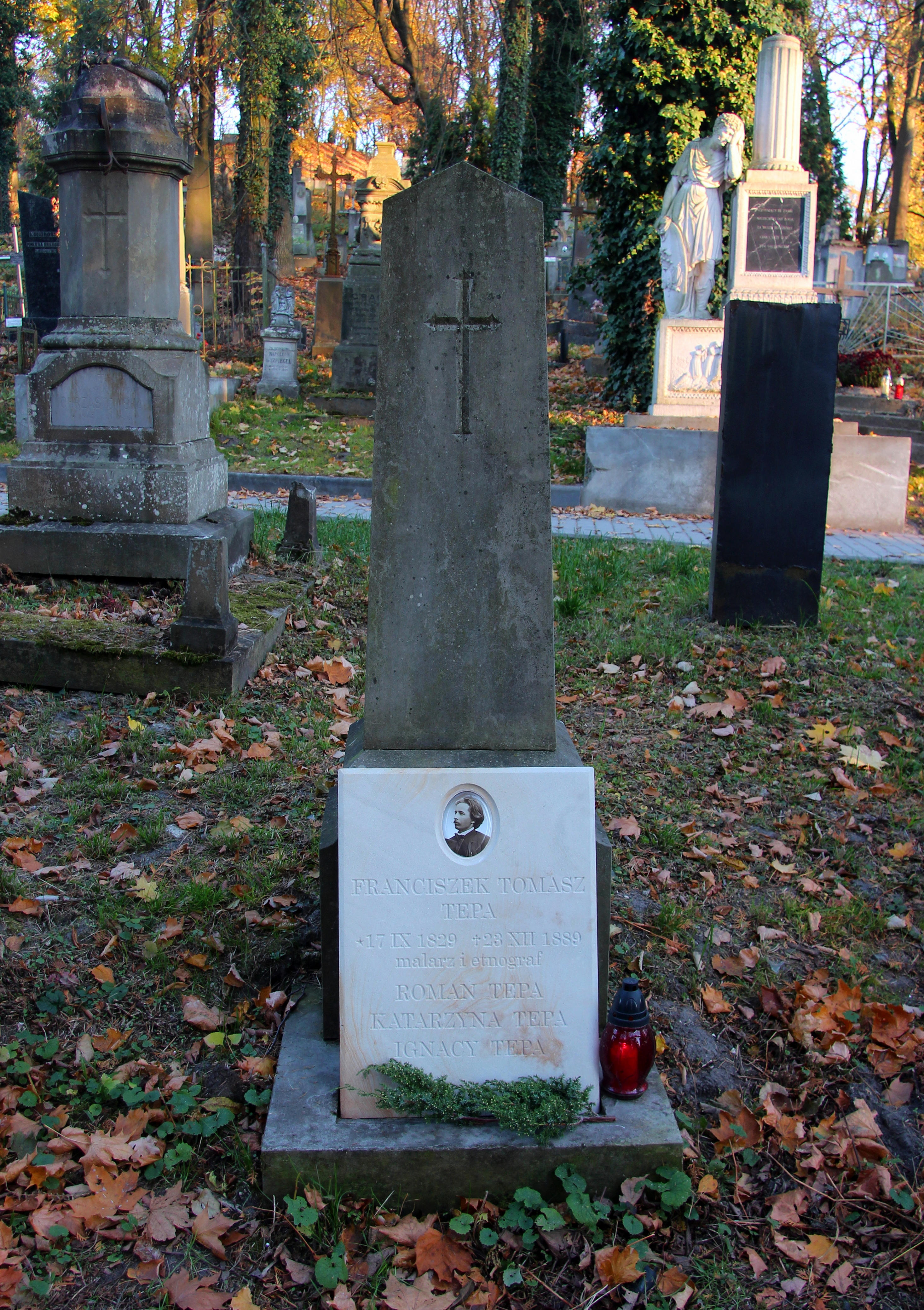

Помер у Львові, похований на 14 полі Личаківського цвинтаря.

## Творчість
Все життя Тепи було тісно пов'язано з рідним містом. Вже будучи відомим художником, він навіть відмовився від пропозиції прийняти професуру в Краківській Школі витончених мистецтв, щоб не залишати Львова.
У його творчому доробку велике місце займають написані маслом і аквареллю портрети, картини, що зображують жанрові сцени та східні мотиви.
Найбільш відомим є виконаний ним в Парижі портрет поета Адама Міцкевича.
У 1852—1853 роках художник супроводжував графа Адама Потоцького в подорож по Греції, Єгипту і Палестині. Під враженням від поїздки Францішек Тепа в своїх наступних творах постійно повертається до теми «орієнталістики».
Художник неодноразово брав участь у виставках у Кракові та Львові.
З 1861 року постійно знаходився у Львові, створюючи картини на етнографічні та фольклорні теми, з видами представників простого народу Галичини, в тому числі гуралей, циган, євреїв, для природознавчого музею мецената, графа Володимира Дідушицького (нині Державний природознавчий музей НАН України у Львові).
Навчав майстерності ряд польських живописців, серед яких, зокрема, був Францишек Жмурко.
Роботи Ф. Тепи зараз знаходяться в колекціях Національного музею у Варшаві, Кракові, Вроцлаві і у Львівській галереї мистецтв.

## Галерея

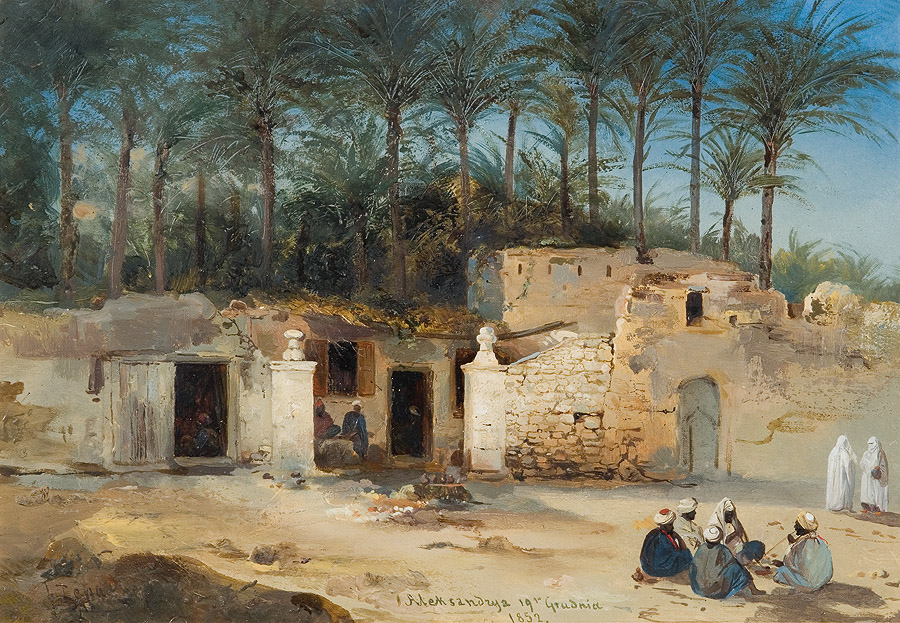
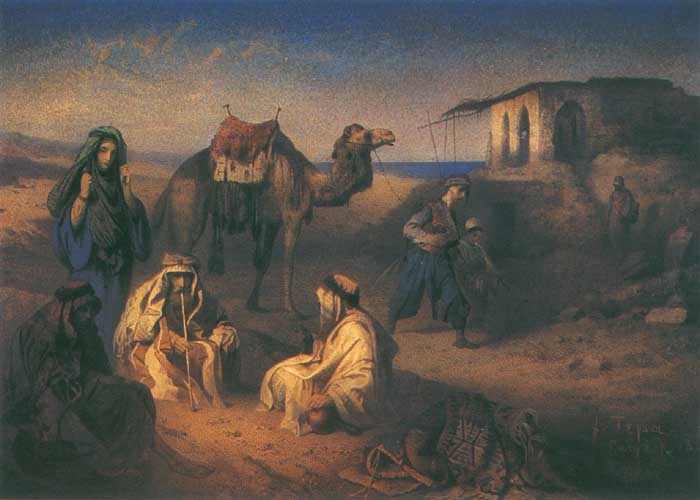